# Liste der Monuments historiques in La Forêt-Fouesnant
Die Liste der Monuments historiques in La Forêt-Fouesnant führt die Monuments historiques in der französischen Gemeinde La Forêt-Fouesnant auf.

## Liste der Bauwerke
| Bezeichnung                    | Beschreibung | Standort                  | Kennzeichnung | Schutzstatus | Datum | Bild           |
| ------------------------------ | ------------ | ------------------------- | ------------- | ------------ | ----- | -------------- |
| Kirche Notre-Dame in Izel-Vor  |              | (Lage)                    | PA00089956    | Classé       | 1914  | weitere Bilder |
| Menhir                         |              | Coat ar Ster (Lage)       | PA00089957    | Inscrit      | 1968  |                |
| Mühle Chef-du-Bois             |              | (Lage)                    | PA00089958    | Classé       | 1939  | weitere Bilder |
| Allée couverte von Kerampicard |              | (Lage)                    | PA00089955    | Inscrit      | 1966  |                |
| Stele                          |              | Route de Loc Amand (Lage) | PA00089959    | Inscrit      | 1967  | weitere Bilder |
| Cairn von Kerléven             |              | (Lage)                    | PA00089960    | Classé       | 1965  | weitere Bilder |

## Liste der Objekte
- Monuments historiques (Objekte) in La Forêt-Fouesnant in der Base Palissy des französischen Kultusministeriums